# Les Fourgs
Les Fourgs är en kommun i departementet Doubs i regionen Bourgogne-Franche-Comté i östra Frankrike. Kommunen ligger i kantonen Pontarlier som tillhör arrondissementet Pontarlier. År 2022 hade Les Fourgs 1 429 invånare.

## Befolkningsutveckling
Antalet invånare i kommunen Les Fourgs
Referens:INSEE